# Kelly Masterson
Kelly Masterson es un guionista y escritor estadounidense de Nueva Jersey. Escribió el guion de Before the Devil Knows You're Dead, por el cual es mayormente conocido. Antes de mudarse a Nueva York para realizar varias de sus primeras obras, estudió teología en la Universidad de California en Davis. Sobre su guion de Before the Devil Knows You're Dead, dijo:  
"No lo sé. Fue en invierno y supongo que estaba deprimido cuando lo estaba escribiendo. Me fascina la locura de la naturaleza humana. Me encantan los personajes a quienes entendemos y con quienes simpatizamos, pero negamos con la cabeza por la forma estúpida en que actúan. Esto probablemente proviene de mi pasado en la teología pero me encanta la temática del bien y el mal, y cómo nosotros somos una combinación de ambos. Tratamos de seguir un camino que esté del lado del bien, pero todos tenemos impulsos malignos."
Intentó realizar la película de su guion durante siete años antes de que el director Sidney Lumet estuviera de acuerdo en dirigirla.